# Erannis ebenica
Erannis ebenica är en fjärilsart som beskrevs av De la Harpe 1896. Erannis ebenica ingår i släktet Erannis och familjen mätare. Inga underarter finns listade i Catalogue of Life.